# 周濟用
周濟用（15世紀—16世紀），字伯石，號石屏，山東濟寧府金鄉縣人，明朝政治人物。

## 生平
周濟用是嘉靖二十二年（1543年）癸卯科山東鄉試舉人，授祁州知州，判決奇案有神明之稱，陞順德同知，在地方監督北新關、清理軍田、解散土寇、疏通河渠、寬免稅餉、革除積蠧，民商都安居樂業，人們稱頌他像古代循良官員一樣；再陞鄖陽知府，廉厲秉公，人民不敢請託，饑荒時不待報告上級就先行發倉賑濟，對方也嘉獎其能力，又抵抗在鄖陽橫行的宦官，府內得以安寧。他自幼博學，擅長古文詞，尤其擅長書法，有《南齋漫稿》流傳。

## 引用
1. 1 2  同治《金鄉縣志略·卷九上·列傳》：周濟用 字伯石，號石屏，祖璣舉人、合肥知縣，父允中舉人，厯官陝西參議，以清直著；濟用舉嘉靖癸卯鄉試，官至鄖陽知府，廉厲秉公，人莫敢干以私，歲饑請振先發倉，不俟報民以濟，上官亦嘉其能，權中使所至橫暴，濟用力與抗，郡得無擾，初為祁州守，決奇獄，有神明之稱，同知順德，司水兌、督北新關、清軍田、散土寇、疏河渠、寬稅餉、革除積蠧，民商樂業，人稱古循良云，幼博學工古文詞，尤善書，有《南齋漫稿》諸集行於世。